# 朱貞
朱貞（1421年—？），字惟正，南京旗手衛人，明朝政治人物。進士出身。

## 生平
景泰四年（1453年）癸酉科應天府鄉試第一百二十八名。天順元年（1457年）丁丑科會試第二百八十名，殿試登進士第二甲第四十八名。授河南彰德府磁州知州，由李贤举荐，天順六年改任鄧州知州，成化六年（1470年）十二月升南京刑部雲南司郎中，進四川右參議。

## 家族
曾祖父朱均復，曾任元縣尉。祖父朱士林，曾任文都督府宣使。父亲朱皞。